# غراهام إيفيرست
غراهام إيفيرست (بالإنجليزية: Graham Everest)‏ هو رياضياتي بريطاني، ولد في 1957، وتوفي في 30 يوليو 2010.